# Amblyjoppa varipes
Amblyjoppa varipes är en stekelart som beskrevs av Cameron 1903. Amblyjoppa varipes ingår i släktet Amblyjoppa och familjen brokparasitsteklar. Inga underarter finns listade i Catalogue of Life.